# Thurston Gardens

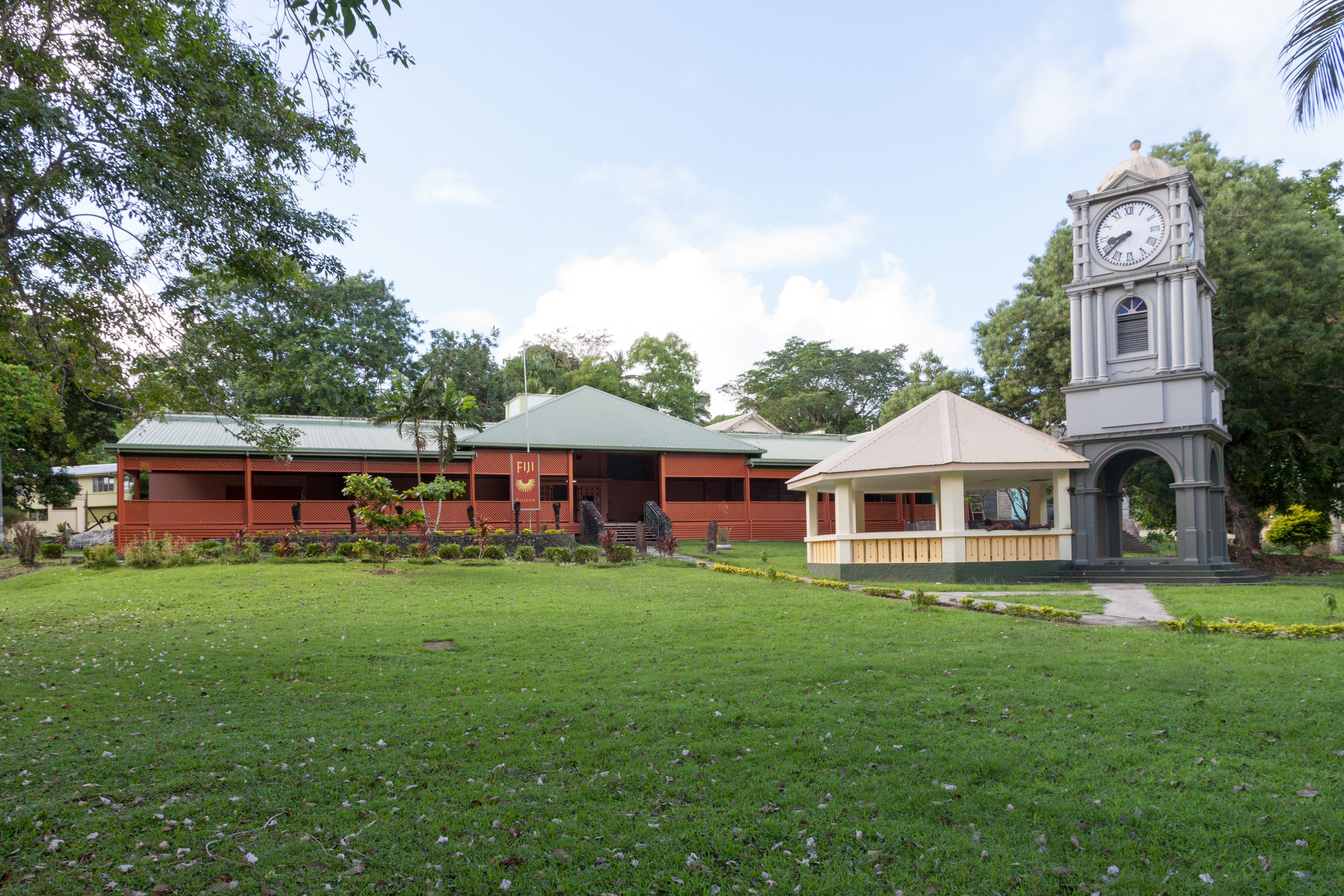
Der Clock Tower mit dem Musikpavillon sowie dem Fiji Museum im Hintergrund.

Die Thurston Gardens sind der Botanische Garten von Suva, der Hauptstadt von Fidschi. Das ganze Gartenensemble, in dem sich auch das Fiji Museum sowie der Clock Tower mit angeschlossenem oktogonalen Musikpavillon befindet, ist als Kulturerbe Fidschis klassifiziert. Lange hieß die Anlage lediglich Botanischer Garten. Im Jahre 1976 wurde der Garten schließlich nach Sir John Bates Thurston, dem fünften Gouverneur von Fiji, benannt. Dieser war von Februar 1888 bis März 1897 im Amt und gilt als Gründer des Gartens, der zwischen dem Albert Park und dem Präsidentensitz, Government House, liegt.

## Geschichte
Sir John Bates Thurston, selbst passionierter Amateur-Botaniker und von Februar 1888 bis März 1897 Gouverneur Fijis, ließ den ersten Botanischen Garten Suvas im Jahre 1881 auf einem Abhang zwischen der Rodwell Road und der Waimanu Road anlegen. Letztere war bereits damals eine der Hauptstraßen der schnell wachsenden Stadt. Für die Anlage des Gartens lud er den damaligen Direktor des Pamplemousses Botanical Garden auf Mauritius, John Horne nach Fidschi ein und bat ihn um Vorschläge, wie die Anlage gestaltet werden sollte.  Horne kannte sich auf den Inseln aus. Dort hatte er von 1876 bis 1877 Forschungen über die botanischen und landwirtschaftlichen Ressourcen betrieben und darüber 1881 ein Buch veröffentlicht. Auf dem Areal des ersten botanischen Gartens soll es eine große Höhle gegeben haben.

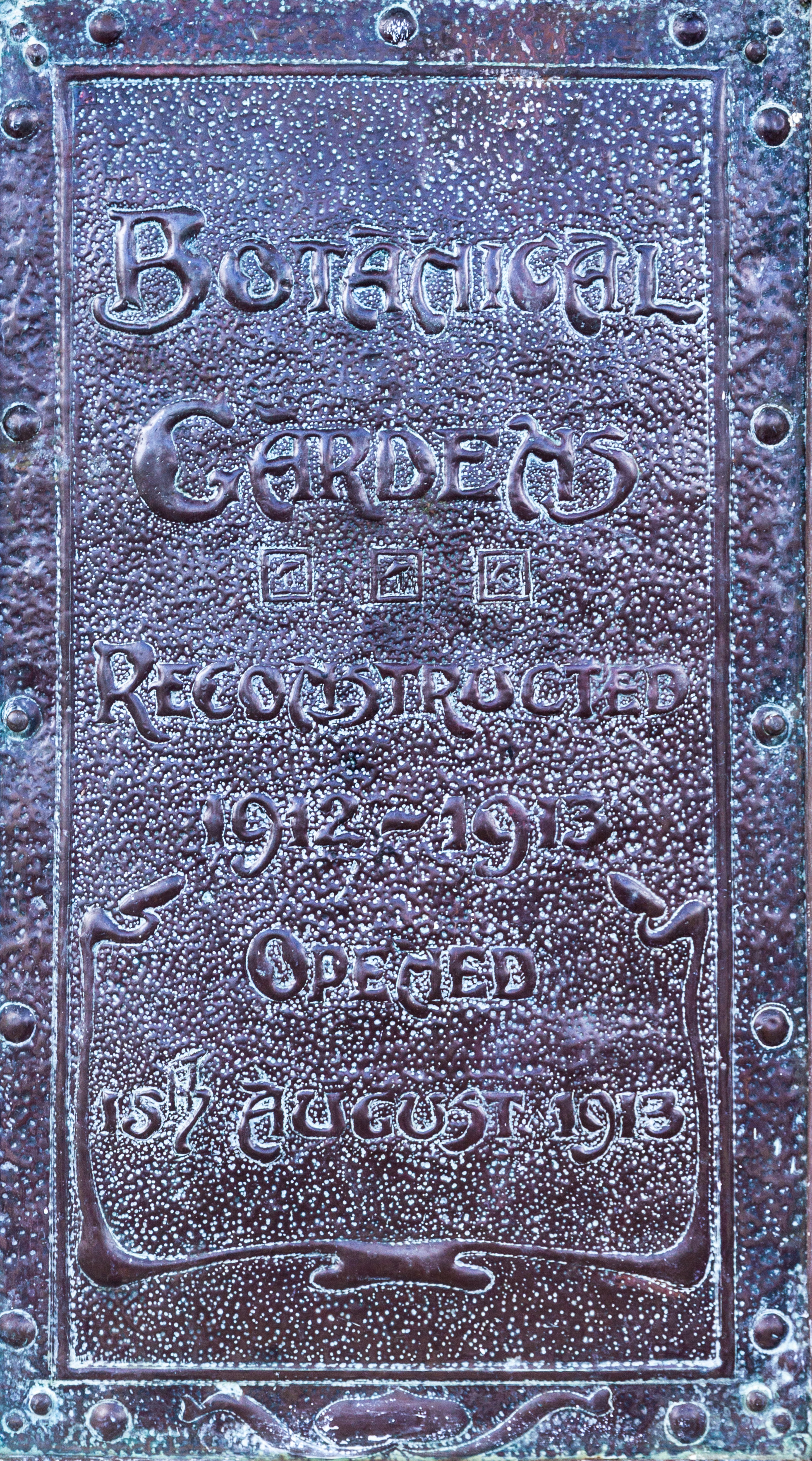
Plakette am Eingang des Parks

In den Jahren 1912/13 wurde der botanische Garten an den heutigen Standort zwischen Präsidentenpalast und Albert-Park verlegt. Auf dem dortigen Areal stand einst die um 1820 gegründete Vorgängersiedlung von Suva. Dort, wo heute der Clock Tower steht, befand sich seinerzeit der Friedhof der Oberhäupter von Suva. Rivalisierende Krieger aus Rewa zerstörten das Dorf am 7. April 1843 nach langen innerfidschianischen Auseinandersetzungen in einer der heftigsten und blutigsten Schlachten in der Geschichte des Archipels. Die Bewohner des Dorfes fraßen sie auf. Die Überlebenden bauten das Dorf wieder auf. 1882 verlegten die Briten die Siedlung etwas weiter nördlich und erklärten Suva zur neuen Hauptstadt Fidschis. Von dem historischen Dorf finden sich heute im Garten keinerlei Spuren. Die ehemals vorhandenen Wälle sind wie auch die anderen Bauwerke komplett verschwunden.

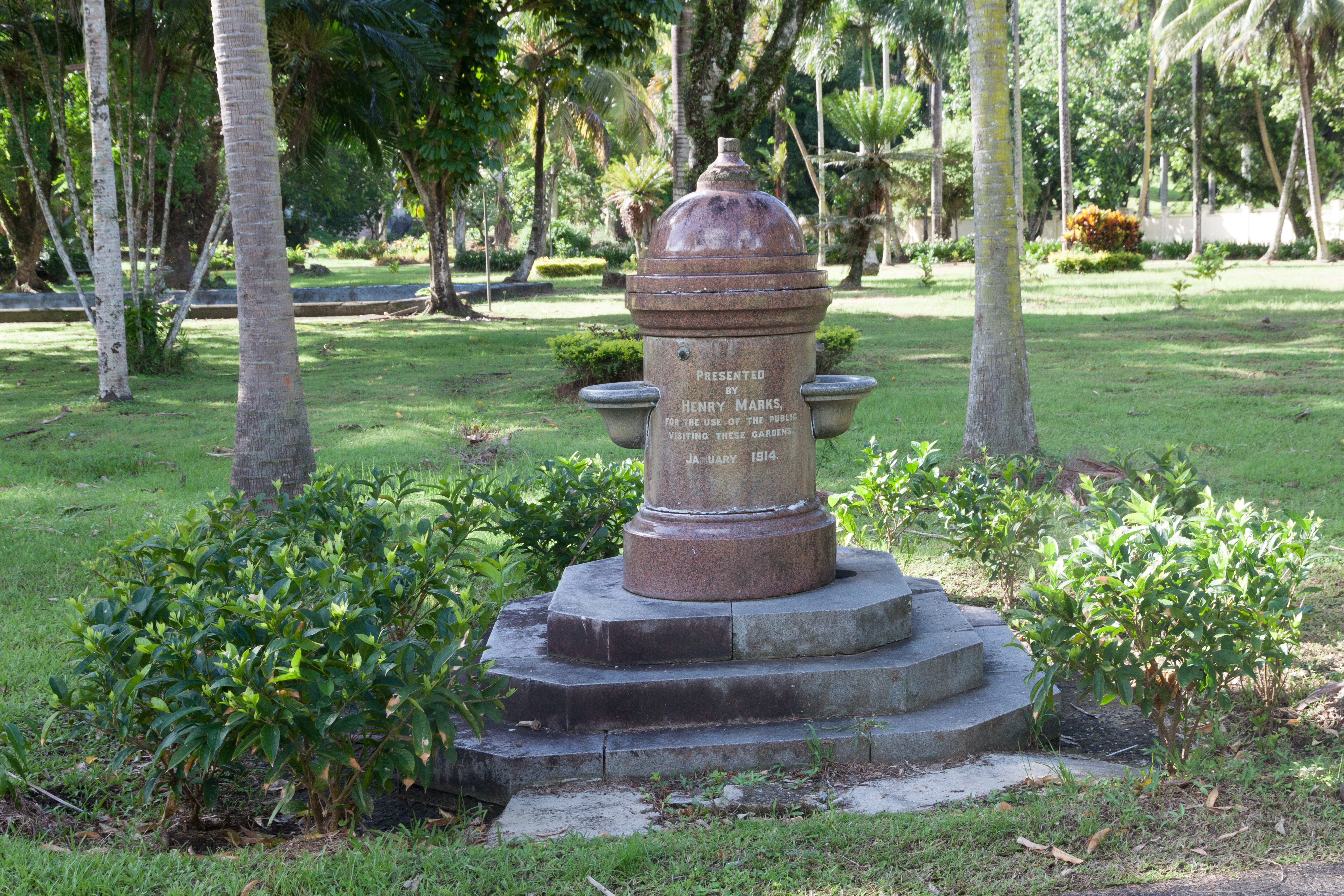
Der von Henry Marks gespendete Trinkwasserbrunnen.

Im neuen Garten ließen die Behörden die Alleen aus 101 Königspalmen und 39 Baumfarnen anlegen. Wie es für einen botanischen Garten üblich ist, wurde er zusätzlich mit exotischen Pflanzenarten aus der ganzen Welt und einigen einheimischen Bäumen, Zierpflanzen und Blumen bepflanzt. In der Mitte des Parks legten die Erbauer den noch heute vorhandenen rechteckigen Lilienteich mit einem Springbrunnen in der Mitte an. Als lange Zeit einziges Bauwerk entstand 1918 der Clock Tower mit dem angeschlossenen Musikpavillon. Das Gebäude erinnert an Gabriel J. Marks, den ersten Bürgermeister der Stadt. Dieser kam bei dem Untergang der Empress of Ireland am 23. Mai 1914 im Sankt-Lorenz-Strom (Kanada) im Alter von 43 Jahren ums Leben. Am 7. Juni 1918 eröffnete der Gouverneur der Fidschi-Inseln sowie Hochkommissar für die Region Westpazifik, Sir Bickham Sweet-Escott das von dem Bruder des Verunglückten, Henry Marks, in Auftrag gegebene und finanzierte Gebäudeensemble. Fortan gab es in dem Musikpavillon sonntags Konzerte, bei denen auch der Gouverneur oft zu Gast war. Auch der 1914 aufgestellte Trinkbrunnen ist eine Spende Henry Marks’.
Das Ensemble gilt bis heute als repräsentatives Beispiel für die Kolonialgeschichte des Landes. Der Pflanzenbestand wuchs mit der Zeit. Im Jahre 1949 gab es im Garten 20 Arten von Zier- und Holzbäumen, 17 Arten von Palmen, weiteren Bäumen und Sträuchern, Gräser, Orchideen und Farnen. Im Jahre 1955 entstand das Fiji Museum im Park.
Nach der Unabhängigkeit des Landes begann der Verfall des Gartens. Mehrere Tropische Wirbelstürme beschädigten das Areal schwer und viele einheimische Pflanzen verschwanden mit der Zeit. Für 2016 ist eine Sanierung der Anlage geplant, bei der neue Tore eingebaut und vermehrt einheimische Pflanzen angepflanzt werden sollen. Die Pläne wurden mit Naturschützern zusammen ausgearbeitet. Die dafür nötigen Gelder bewilligte die Regierung bereits.